# El Colegio
El Colegio (plus connu comme Mesitas del Colegio ou simplement Mesitas) est une municipalité située dans le département de Cundinamarca, en Colombie.